# Крупец (Тульская область)
Крупец — деревня в Одоевском районе Тульской области России.
В рамках административно-территориального устройства относится к Одоевской сельской администрации Одоевского района, в рамках организации местного самоуправления включается в сельское поселение Южно-Одоевское.

## География
Расположена на левом берегу реки Упа. Высота над уровнем моря 174 м.

## Население
| 2010 |
| ---- |
| 11   |

## История
«Селцо Крупец» упоминается в 1566 году в духовной грамоте
князя М.И.Воротынского.